# Runar Tafjord

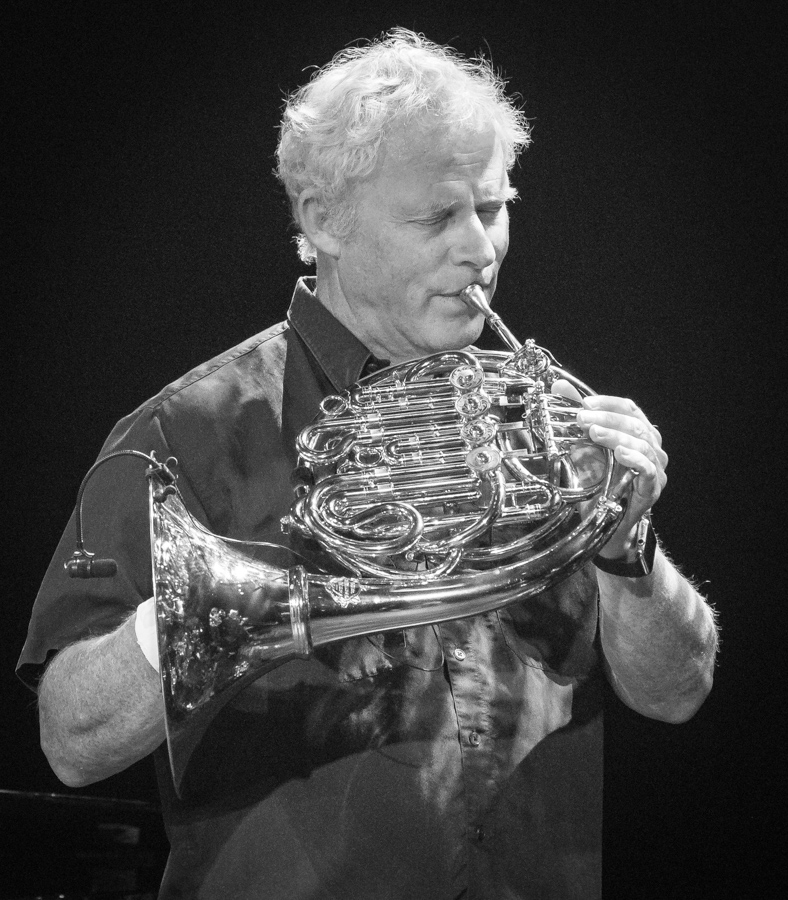
Runar Tafjord (2017)

Runar Tafjord (* 14. Dezember 1957 in Langevåg) ist ein norwegischer Waldhorn-Spieler und Dirigent, der sowohl im Jazz als auch in anderen Genres hervorgetreten ist. 

## Leben und Wirken
Tafjord stammt aus seiner musikalischen Familie; der Tubist Stein Erik Tafjord ist sein Bruder, die Hornistin Hild Sofie Tafjord ist seine Nichte. Er absolvierte die Norges musikkhøgskole in Oslo und spielte lange Jahre in unterschiedlichen klassischen Orchestern wie dem Oslo Filharmoniske Orkester, Den Norske Operas Orkester, Bergen Filharmoniske Orkester und dem Gothenburg Philharmonic Orchestra. Seit der Gründung 1981 gehörte er zu den Brazz Brothers, mit denen er seit 1987 diverse Alben veröffentlicht hat. Auch war er an Alben von Mikhail Alperin, Henry Kaiser/David Lindley, Jan Eggum, Jan Magne Førde und Povl Dissing/Benny Andersen beteiligt. Tom Lord listet in seiner Jazz Discography 18 Aufnahmen mit ihm zwischen 1986 und 1999.
Tafjord ist auch als Studiomusiker (etwa für Kathryn Tickell), als Arrangeur und als Dirigent tätig. 2011 erhielt er von der norwegischen Regierung das „Statens arbeidsstipend.“ 2023 wurde er mit dem Lindemanprisen ausgezeichnet.